# Комков, Николай Иванович
Никола́й Ива́нович Комко́в (род. 1939) — учёный-экономист, доктор экономических наук, кандидат технических наук, лауреат премии имени Н. Д. Кондратьева (2010).

## Биография
Родился 9 декабря 1939 года в пос. Клязьма Московской области.
В 1962 году окончил Московский нефтяной институт имени Губкина.
С 1962 по 1969 годы — старший инженер в Институте автоматики и телемеханики АН СССР. В 1968 году защитил кандидатскую диссертацию «Иерархическая модель для решения некоторых задач оптимального управления нефтедобывающим предприятием».
С 1969 по 1986 годы — старший научный сотрудник, заведующий лабораторией Центрального экономико-математического института АН СССР. В 1977 году — докторскую диссертацию «Комплексное целевое управление научными исследованиями и разработками».
С 1986 года — заведующий лабораторией Института народнохозяйственного прогнозирования РАН.
В 1995 году избран членом-корреспондентом РАЕН.

## Награды
- Государственная премия СССР в области науки и техники (1986) — за разработку и внедрение научно-технических решений, обеспечивающих повышение эффективности освоения нефтегазовых ресурсов в сложных горно-геологических условиях
- Премия имени Н. Д. Кондратьева (2010) — за цикл работ «Формирование и условия реализации инновационно-технологической стратегии развития экономики России»
- Почётная грамота Российской академии наук (15 июля 2024) — за многолетний плодотворный труд, большой вклад в развитие российской науки в области экономики и в связи с юбилеем

## Труды
- Модели управления научными исследованиями и разработками. — М.: Наука, 1978. — 343 с. : ил. — (Проблемы советской экономики).
- Модели программно-целевого управления : (на примере программ научно-технического развития) — М.: Наука, 1981. — 269 с. : ил. — (Проблемы советской экономики).